# ساتورو كوكوبو
ساتورو كوكوبو (باليابانية: 小久保 悟) (مواليد 29 ديسمبر 1967)، هو لاعب كرة قدم ياباني سابق كان يلعب كمهاجم في الدوري الياباني.